# Serie B 2013 (pallapugno)
La Serie B 2013 è stata la serie cadetta del campionato italiano di pallapugno maschile.

## Squadre partecipanti
Nella stagione 2013 al campionato sono state iscritte 16 squadre.
| Club                               | Capitano           | Città                       |
| ---------------------------------- | ------------------ | --------------------------- |
| Salumificio Benese                 | Paolo Vacchetto    | Bene Vagienna (CN)          |
| Soms Bistagno                      | Alessandro Re      | Bistagno (AL)               |
| Glass Check Bormidese              | Stefano Brignone   | Bormida (SV)                |
| GM Engineering Bubbio              | Cristian Giribaldi | Bubbio (AT)                 |
| Bcc Caraglio Caragliese            | Enrico Panero      | Caraglio (CN)               |
| Araldica Castagnolese              | Nicholas Burdizzo  | Castagnole delle Lanze (AT) |
| Park Hotel Merlese                 | Danilo Rivoira     | Mondovì (CN)                |
| Bogliano Monticellese              | Andrea Dutto       | Monticello d'Alba (CN)      |
| Morando Alfieri Alimentari Neivese | Daniele Giordano   | Neive (CN)                  |
| Peveragno                          | Alessandro Bessone | Peveragno (CN)              |
| San Biagio                         | Marco Fenoglio     | San Biagio (Mondovì) (CN)   |
| Cuneo Sider S.P.E.B.               | Paolo Panero       | San Rocco di Bernezzo (CN)  |
| Torino                             | Riccardo Rosso     | Torino                      |
| Valle Arroscia                     | Mattia Semeria     | Pieve di Teco (IM)          |
| Oro Bank Billa Valli del Ponente   | Andrea Pettavino   | San Biagio della Cima (IM)  |
| Vendone                            | Giovanni Ranoisio  | Vendone (SV)                |

## Classifica
|    | Club              | P    |
| -- | ----------------- | ---- |
| 1  | Neivese           | 26   |
| 2  | Castagnolese      | 25   |
| 3  | Monticellese      | 25   |
| 4  | San Biagio        | 21   |
| 5  | Benese            | 20   |
| 6  | Valli del Ponente | 19   |
| 7  | S.P.E.B.          | 18   |
| 8  | Torino            | 16   |
| 9  | Bubbio            | 14   |
| 10 | Caragliese        | 14   |
| 11 | Peveragno         | 12   |
| 12 | Vendone           | 10   |
| 13 | Bormidese         | 8    |
| 14 | Valle Arroscia    | 5    |
| 15 | Merlese           | 4    |
| 16 | Bistagno          | Rit. |

## Fase Finale

### Spareggi Salvezza
| Squadra 1 | Squadra 2      | Andata | Ritorno | Spareggio |
| --------- | -------------- | ------ | ------- | --------- |
| Vendone   | Merlese        | 10-11  | 11-9    | 11-7      |
| Bormidese | Valle Arroscia | 5-11   | 4-11    |           |

### Finali Scudetto
| Squadra 1    | Squadra 2         | Andata | Ritorno | Spareggio |
| ------------ | ----------------- | ------ | ------- | --------- |
| Neivese      | Torino            | 11-6   | 11-7    |           |
| Castagnolese | S.P.E.B.          | 11-7   | 8-11    | 11-4      |
| Monticellese | Valli del Ponente | 11-1   | 11-10   |           |
| San Biagio   | Benese            | 11-5   | 9-11    | 11-3      |

| Squadra 1    | Squadra 2    | Andata | Ritorno |
| ------------ | ------------ | ------ | ------- |
| Neivese      | San Biagio   | 11-5   | 11-8    |
| Castagnolese | Monticellese | 11-9   | 11-4    |

| Squadra 1 | Squadra 2    | Andata | Ritorno |
| --------- | ------------ | ------ | ------- |
| Neivese   | Castagnolese | 5-11   | 8-11    |

## Squadra Campione
Araldica Castagnolese
- Battitore: Nicholas Burdizzo
- Spalla: Pierpaolo Voglino
- Terzini: Alessio Ambrosino, Fabio Piva Francone